# Premariacco
Premariacco (furlanisch Premariâs) ist eine nordostitalienische Gemeinde (comune) mit 3921 Einwohnern (Stand 31. Dezember 2023) in der Region Friaul-Julisch Venetien. Die Gemeinde liegt etwa 12 Kilometer östlich von Udine am Natisone.

## Persönlichkeiten
- Paulinus II. von Aquileia (730/740–802), Patriarch von Aquileia

## Verkehr
Die östliche Gemeindegrenze bildet die frühere Strada Statale 356 di Cividale (heute eine Regionalstraße) von Magnano in Riviera nach Cormòns. Beim Ortsteil San Mauro befindet sich ein kleiner Flugplatz (Aviosuperficie) für die Allgemeine Luftfahrt.